# تلینا پریرا
 تلینا پریرا (انگلیسی: Teliana Pereira؛ زادهٔ ۲۰ ژوئیهٔ ۱۹۸۸) یک تنیس‌باز اهل برزیل است.